# ATP-toernooi van Kuala Lumpur
Het ATP-toernooi van Kuala Lumpur was een tennistoernooi voor mannen dat werd georganiseerd in het Maleisische Kuala Lumpur van 2009 tot en met 2015. De officiële naam van het toernooi was het Proton Malaysian Open. Het toernooi viel in de categorie "ATP World Tour 250".
Het toernooi werd in 2016 vervangen door het ATP-toernooi van Chengdu in China.

## Enkelspel
| Jaar | Winnaar           | Verliezend finalist | Score               |
| ---- | ----------------- | ------------------- | ------------------- |
| 2015 | David Ferrer      | Feliciano López     | 7-5, 7-5            |
| 2014 | Kei Nishikori     | Julien Benneteau    | 7-6(4), 6-4         |
| 2013 | João Sousa        | Julien Benneteau    | 2-6, 7-5, 6-4       |
| 2012 | Juan Mónaco       | Julien Benneteau    | 7-5, 4-6, 6-3       |
| 2011 | Janko Tipsarević  | Marcos Baghdatis    | 6-4, 7-5            |
| 2010 | Michail Joezjny   | Andrej Goloebev     | 6-7(2), 6-2, 7-6(3) |
| 2009 | Nikolaj Davydenko | Fernando Verdasco   | 6-4, 7-5            |

## Dubbelspel
| Jaar | Winnaars                             | Verliezend finalisten                | Score               |
| ---- | ------------------------------------ | ------------------------------------ | ------------------- |
| 2015 | Treat Huey Henri Kontinen            | Raven Klaasen Rajeev Ram             | 7-6(4), 6-2         |
| 2014 | Marcin Matkowski Leander Paes        | Jamie Murray John Peers              | 3-6, 7-6(5), [10-5] |
| 2013 | Eric Butorac Raven Klaasen           | Pablo Cuevas Horacio Zeballos        | 6-2, 6-4            |
| 2012 | Alexander Peya Bruno Soares          | Colin Fleming Ross Hutchins          | 5-7, 7-5, [10-7]    |
| 2011 | Eric Butorac Jean-Julien Rojer       | František Čermák Filip Polášek       | 6-1, 6-3            |
| 2010 | František Čermák Michal Mertiňák     | Mariusz Fyrstenberg Marcin Matkowski | 7-6(3), 7-6(5)      |
| 2009 | Mariusz Fyrstenberg Marcin Matkowski | Igor Koenitsyn Jaroslav Levinský     | 6-2, 6-1            |

2009 · 2010 · 2011 · 2012 · 2013 · 2014 · 2015
 Kuala Lumpur (2009-2015) →  Chengdu (2016-heden)
ITF-toernooien (mannen en vrouwen)

ATP-toernooien (mannen) – ATP-seizoen 2025

WTA-toernooien (vrouwen) – WTA-seizoen 2025

Voormalige toernooien mannen
Voormalige toernooien vrouwen
Voormalige amateurtoernooien